# Wazeba
Wazeba I (in lingua ge'ez ወዜበ, WZB, Wäzebä; in greco antico: OYAZHBAC?, Ouazēbas; ... – V secolo) è stato un sovrano di Aksum. Nelle sue monete compare il ge'ez per la prima volta.